# Столкновение над Тамбакундой
Столкновение над Тамбакундой — авиационная катастрофа, произошедшая в субботу 5 сентября 2015 года. В небе в 130 километрах от Тамбакунды (Сенегал) столкнулись авиалайнеры Boeing 737-8FB авиакомпании CEIBA Intercontinental (рейс CEL71 Дакар—Котону—Малабо) и BAe-125-700A авиакомпании Senegalair (санитарный рейс Уагадугу—Дакар). Рейс CEL71 получил незначительные повреждения и благополучно приземлился в Малабо (все находившиеся на его борту 112 человек (104 пассажира и 8 членов экипажа) выжили), а BAe-125, пробыв в воздухе ещё 55 минут, рухнул в Атлантический океан; погибли все находившиеся на его борту 7 человек — 4 пассажира и 3 члена экипажа.

## Сведения о самолётах

### Boeing 737
Boeing 737-8FB (регистрационный номер 3C-LLY, заводской 41157, серийный 4782) был выпущен компанией «Boeing Aircraft» в 2014 году (первый полёт совершил 1 февраля). 20 февраля того же года был передан авиакомпании CEIBA Intercontinental, в которой получил имя Bioko. Оснащён двумя турбовентиляторными двигателями CFM International CFM56-7BE. На день катастрофы совершил 1761 цикл «взлёт-посадка» и налетал 1568 часов (по данным на 17 июля 2015 года).
Самолётом управлял экипаж из трёх пилотов, четырёх бортпроводников и наземного авиамеханика.
- Командир воздушного судна (КВС) — 45 лет, опытный пилот, налетал 6430 часов.
- Второй пилот — 33 года, малоопытный пилот, налетал 1256 часов.
- Сменный КВС — 40 лет, очень опытный пилот, налетал 10 600 часов.

| Гражданство                      | Пассажиры | Экипаж | Всего |
| -------------------------------- | --------- | ------ | ----- |
| Экваториальная Гвинея            | 97        | 5      | 102   |
| Сенегал                          | 3         | 0      | 3     |
| Алжир                            | 2         | 0      | 2     |
| Демократическая Республика Конго | 1         | 0      | 1     |
| Франция                          | 1         | 0      | 1     |
| Италия                           | 0         | 1      | 1     |
| Украина                          | 0         | 1      | 1     |
| Эфиопия                          | 0         | 1      | 1     |
| Всего                            | 104       | 8      | 112   |

### BAe-125
British Aerospace BAe-125-700A (регистрационный номер 6V-AIM, серийный 257062) был выпущен компанией «Hawker Beechcraft» в июле 1979 года. Оснащён двумя турбореактивными двигателями Garrett TFE731-3R-1H. Находился во владении четырёх лизинговых компаний и двух авиакомпаний:
- Robert Bosch GmbH (с 23 августа 1979 года по 9 мая 1995 года, борт HB-VGF),
- Raytheon Aircraft Company (с 9 мая по 13 декабря 1995 года, борт N7062B),
- «Сибавиатранс» (с 13 декабря 1995 года по 18 сентября 1998 года, борт RA-02809),
- Executive Aviation Sales LLC (с 18 сентября 1998 года по 9 мая 2000 года, сменил два б/н — N62EA и N416RD),
- Westair Aviation Ltd (с 9 мая 2000 года по май 2012 года, борт EI-WJN).

В мае 2012 года был куплен авиакомпанией Senegalair, в которой получил б/н 6V-AIM. На день катастрофы совершил 11 877 циклов «взлёт-посадка» и налетал 13 279 часов.
Экипаж борта 6V-AIM состоял из двух пилотов (оба были гражданами Алжира) и 52-летнего авиамеханика (гражданина Румынии):
- Командир воздушного судна (КВС) — 56 лет, опытный пилот, налетал 7158 часов.
- Второй пилот — 35 лет, опытный пилот, налетал 3339 часов.

## Хронология событий
BAe-125-700A борт 6V-AIM выполнял санитарный рейс из Уагадугу (Буркина-Фасо) в Дакар (Сенегал), на его борту находились 4 пассажира (пациент-гражданин Франции и 3 врача) и 3 члена экипажа. Самолёт вылетел из Уагадугу в 16:36 UTC и набрал эшелон FL340 (10 350 метров). В 17:13 пилоты связались с авиадиспетчером в Бамако, запросив набор высоты на эшелон FL380 (11 600 метров) из-за облачности по курсу полёта и получил разрешение; но позже экипаж принял решение остаться на эшелоне FL340. В 18:00 борту 6V-AIM было разрешено отклониться от маршрута на 16 километров, чтобы избежать зоны облачности. Последнее радиосообщение с борта 6V-AIM поступило в 18:04, самолёт летел на запад по воздушной трассе UA601 на эшелоне FL340. 
В это же время рейс CEL71 летел на восток по трассе UA601 на эшелоне FL350 (10 650 метров). Выполнявший его Boeing 737-8FB борт 3C-LLY вылетел из Дакара в 17:30 UTC, на его борту находились 8 членов экипажа и 14 пассажира.
В 18:12 UTC рейс CEL71 и борт 6V-AIM столкнулись примерно в 130 километрах к востоку от Тамбакунды (Сенегал) на эшелоне FL350 (10 650 метров); они летели по одной и той же воздушной трассе в противоположных направлениях и столкнулись в районе, не охваченном радарами авиадиспетчеров. От удара у Boeing 737 срезало верхнюю 1-метровую секцию правого винглета; столкновение было зарегистрировано параметрическим самописцем как короткое колебание и непреднамеренное рыскание, быстро исправленное автопилотом. В 18:16 пилоты рейса 071 связались с авиадиспетчером, сообщив, что встречный самолёт, вероятно, коснулся их крыла, но при этом у них нет никаких проблем с управлением; в итоге экипаж решил не приземляться в Котону (Бенин; промежуточная посадка), а продолжить путь до конечного пункта назначения (Малабо; Экваториальная Гвинея). В 18:24 рейс CEL71 благополучно приземлился в аэропорту Малабо, никто из 112 человек на его борту не пострадал.
Столкновение, предположительно, пришлось на фюзеляж BAe-125, что привело к разгерметизации. После столкновения борт 6V-AIM продолжал полёт еще 55 минут, а его экипаж не отвечал ни на одну из попыток авиадиспетчера связаться с ним, ни на сообщения находившихся рядом трёх других рейсов. Борт 6V-AIM пролетел мимо Дакара (своего пункта назначения), прежде чем (предположительно) у него закончилось авиатопливо и он рухнул в Атлантический океан примерно в 110 километрах к западу от Дакара. Обломки самолёта и тела находившихся на его борту 7 человек так и не были обнаружены.

## Расследование
Расследование причин столкновения над Тамбакундой проводило сенегальское Бюро расследований и анализа безопасности гражданской авиации (BEA Sénégal).
Окончательный отчёт расследования был опубликован 1 августа 2017 года. Согласно отчёту, вероятной причиной столкновения стала неспособность экипажа BAe-125 поддерживать заданную высоту полёта.
В отчёте также отмечается, что ранее имели место инциденты с участием борта 6V-AIM, в которых было зарегистрировано значительное расхождение между высотой, указанной высотометрами самолёта и транспондером, что указывает на возможную неисправность приёмника воздушного давления (ПВД) самолёта, которая могла стать сопутствующим фактором катастрофы. Также в отчёте (в качестве возможного сопутствующего фактора) указывается несоблюдение экипажем борта 6V-AIM и обслуживающим персоналом авиакомпании Senegalair установленных процедур и также упоминается несколько ранее выявленных случаев.
Оба самолёта были оснащены системой предотвращения столкновений (TCAS). Впоследствии был проведён анализ TCAS пострадавшего Boeing 737, который показал, что она работает исправно; но несмотря на это, пилоты рейса CEL71 не получали никаких сигналов TCAS незадолго до столкновения, что (согласно отчёту) могло быть результатом отказа приборов BAe-125, возникшего из-за расхождения между информацией о высоте, показанной на высотомере, и той, что поступала в транспондер и TCAS.